# フランツ・リスト・ヴァイマル音楽大学
フランツ・リスト・ヴァイマル音楽大学（英語: 、公用語表記: Hochschule für Musik Franz Liszt Weimar）は、ドイツ・ヴァイマルに本部を置くドイツの音楽大学。1872年創立、1872年大学設置。

## 歴史
ピアニストで作曲家のフランツ・リストの後押しで、オーケストラの学校として1872年6月24日に開校した。現在ではピアノ、指揮、オーケストラの各楽器の授業がある。

## 出身者
- ヴェルナー・フェリークス